# Bryan Maxwell
Bryan Clifford Maxwell (* 7. September 1955 in North Bay, Ontario) ist ein ehemaliger kanadischer Eishockeyspieler, -trainer und -funktionär, der im Verlauf seiner aktiven Karriere zwischen 1972 und 1985 unter anderem 346 Spiele für die Minnesota North Stars, St. Louis Blues, Winnipeg Jets und Pittsburgh Penguins in der National Hockey League (NHL) sowie 130 weitere für die Cleveland Crusaders, Cincinnati Stingers und New England Whalers in der World Hockey Association (WHA) auf der Position des Verteidigers bestritten hat. Im Anschluss an seine Spielerkarriere, in der er im Jahr 1975 mit der kanadischen U20-Nationalmannschaft bei der inoffiziellen Junioren-Weltmeisterschaft die Silbermedaille gewann, arbeitete Maxwell zwischen 1985 und 2006 überaus erfolgreich als Trainer und Funktionär hauptsächlich in der Western Hockey League (WHL).

## Karriere

### Spielerkarriere
Maxwell verbrachte seine Juniorenzeit zwischen 1972 und 1975 bei den Medicine Hat Tigers in der Western Canada Hockey League (WCHL). Dort entwickelte sich der offensivausgerichtete und robuste Verteidiger binnen der drei Jahre zu einem der größten Talente seines Jahrgangs. Nach Spielzeiten mit jeweils über 60 Scorerpunkten zwischen 1973 und 1975 wurde er sowohl im NHL Amateur Draft 1975 bereits an der vierten Gesamtposition von den Minnesota North Stars aus der National Hockey League (NHL) als auch im WHA Amateur Draft 1975 an der zweiten Gesamtposition von den Indianapolis Racers aus der zu dieser Zeit mit der NHL konkurrierenden World Hockey Association (WHA) ausgewählt.
Als eines der wenigen Talente zu dieser Zeit entschied sich Maxwell im Sommer 1975 gegen einen Wechsel in die NHL und erwog stattdessen einen Wechsel in die WHA. Allerdings tendierten die Gehaltsvorstellungen Maxwells und der Indianapolis Racers derart auseinander, dass seine Transferrechte im Juli 1975 auf Drängen der World Hockey Association an die Cleveland Crusaders weitergegeben wurden. Dort unterzeichnete der Abwehrspieler einen mit 450.000 US-Dollar dotierten Fünfjahresvertrag. Effektiv konnte der gerade einmal 20-Jährige aber lediglich ein Vertragsjahr erfüllen, da die Crusaders zum Ende der Saison 1975/76 nach Saint Paul im Bundesstaat Minnesota umgesiedelt wurden und den Spielbetrieb unter dem Namen Minnesota Fighting Saints fortsetzten. In diesem Zuge wurde Maxwell im Tausch für John McKenzie und den WHA-Transferrechten an dem Tschechoslowaken Ivan Hlinka zum Ligakonkurrenten Cincinnati Stingers transferiert. In Cincinnati verbrachte der Defensivspieler ebenfalls nur eine Saison, da er im Mai 1977 erneut Teil eines Transfergeschäfts war und gemeinsam mit Greg Carroll zu den New England Whalers geschickt wurde, die im Gegenzug die Transferrechte an Mike Liut.
Bei den Whalers fand sich Maxwell in den folgenden Monaten jedoch nicht zurecht und verbrachte einen Teil der Spielzeit 1977/78 sogar beim Farmteam Binghamton Dusters in der American Hockey League (AHL). Im Februar 1978 einigten sich beide Parteien auf eine Vertragsauflösung und Maxwell unterzeichnete daraufhin einen Vertrag bei den Minnesota North Stars in der NHL. Dort beendete der Defensivspieler die Saison 1977/78. Das folgende Spieljahr, vor dessen Beginn er im NHL Dispersal Draft 1978 einer der sieben geschützten Spieler der North Stars war, fiel es ihm jedoch schwer sich dem höheren Niveau der NHL anzupassen. Zudem verpasste er das Saisonende wegen eines Handbruchs. In der Sommerpause 1979 erfolgte schließlich ein erneuter Transfer, in dem er mit Richie Hansen zu den St. Louis Blues geschickt wurde, die dafür ein Zweitrunden-Wahlrecht im NHL Entry Draft 1982 nach Minnesota abgaben. Jedoch fand der Verteidiger in St. Louis ebenso keine langjährige Heimat wie bei seinen vorangegangenen Stationen. Bereits nach zwei Jahren wurde er gemeinsam mit Paul MacLean und Ed Staniowski im Tausch für Scott Campbell und John Markell zu den Winnipeg Jets transferiert.
Bei den Kanadiern verbrachte Maxwell ebenfalls nicht etwas länger als zwei Jahre, spielte dort in der Saison 1982/83 mit 20 Scorerpunkten aber sein bestes Profijahr. Über die Waiver-Liste gelangte er kurz nach dem Start der Spielzeit 1983/84 zu den Pittsburgh Penguins, die seine letzte NHL-Station darstellten. Nachdem er die Saison 1984/85 im Farmteam Baltimore Skipjacks in der AHL beendet hatte, beendete der fast 30-Jährige im Sommer 1985 seine Karriere als Aktiver.

#### International
Für sein Heimatland nahm Maxwell mit der kanadischen U20-Nationalmannschaft an der zweiten, inoffiziellen Junioren-Weltmeisterschaft 1975 in der kanadischen Provinz Manitoba teil. Der Verteidiger kam in allen fünf Turnierspielen zum Einsatz, blieb dabei aber punktlos. Die Kanadier sicherten sich am Turnierende die Silbermedaille.

### Trainer- und Funktionärskarriere
Unmittelbar nach seinem Karriereende wurde Maxwell für die Saison 1985/86 als Assistenztrainer bei seinem Juniorenteam Medicine Hat Tigers aus der Western Hockey League (WHL) vorgestellt. Dort arbeitete er eine Spielzeit unter Cheftrainer Doug Sauter, den er zur folgenden Spielzeit in dieser Position beerbte. In seinem ersten Jahr als Cheftrainer führte Maxwell das Franchise zum Gewinn des President’s Cups der WHL und des prestigeträchtigen Memorial Cups der gesamten Canadian Hockey League (CHL). Danach verließ der Erfolgstrainer das Team, nachdem er ein Angebot der Los Angeles Kings aus der National Hockey League (NHL) erhalten hatte. Während seiner zwei Jahre bis zum Ende der Saison 1988/89 bei den LA Kings arbeitete Maxwell mit Pat Quinn, Mike Murphy und Robbie Ftorek gleich unter drei verschiedenen Cheftrainern.
Zur Spielzeit 1989/90 kehrte Maxwell in die WHL zurück und arbeitete dort in den folgenden fünf Jahren als Cheftrainer der Spokane Chiefs. Darüber hinaus fungierte er im ersten Jahr auch als Director of Hockey Operations innerhalb des Franchises. Die Zeit, die der Kanadier in Spokane verbrachte, war überaus erfolgreich. In der Saison 1990/91 führte er auch die Chiefs zum Gewinn des Doubles aus President’s Cup und Memorial Cup, die folgende Spielzeit beendete er als Gewinner der Dunc McCallum Memorial Trophy und des Brian Kilrea Coach of the Year Awards. Während der Saison 1993/94 zog sich Maxwell von seinem Posten als Cheftrainer zurück.
Nach einer einjährigen Pause nahm Maxwell zur Spielzeit 1995/96 den Posten des Cheftrainers und General Managers bei den Lethbridge Hurricanes an. Diese führte er im Frühjahr 1997 ebenfalls zum Gewinn des President’s Cups, obwohl er die Hälfte der Spielzeit nach einer Auseinandersetzung mit Schiedsrichter Brent Reiber suspendiert worden war, aber dennoch in seinen Ämtern verblieb. Im Verlauf der Saison 2002/03 wurde er in seiner achten Saison bei den Hurricanes nach einem schwachen Saisonstart schließlich durch den Finnen Mikko Mäkelä ersetzt. Bereits zur folgenden Spielzeit fand er in den Victoria Salmon Kings aus der ECHL jedoch einen neuen Arbeitgeber, der ihn ebenso als Cheftrainer und General Manager in Personalunion anstellte. Nach zweieinhalb Jahren wurde er nach einem schwachen Saisonstart durch Troy Ward ersetzt.
Der 50-Jährige zog sich daraufhin aus Eishockeysport zurück und kehrte lediglich in der Saison 2014/15 noch einmal als Assistenztrainer zu den Lethbridge Hurricanes zurück. Dort arbeitete er in der Spielzeit unter Cheftrainer Drake Berehowsky.

## Erfolge und Auszeichnungen
| - 1987 President’s-Cup-Gewinn mit den Medicine Hat Tigers (als Cheftrainer) - 1987 Memorial-Cup-Gewinn mit den Medicine Hat Tigers (als Cheftrainer) - 1991 President’s-Cup-Gewinn mit den Spokane Chiefs (als Cheftrainer) - 1991 Memorial-Cup-Gewinn mit den Spokane Chiefs (als Cheftrainer) | - 1992 Dunc McCallum Memorial Trophy - 1992 Brian Kilrea Coach of the Year Award - 1997 President’s-Cup-Gewinn mit den Lethbridge Hurricanes (als Cheftrainer und General Manager) |

### International
- 1975 Silbermedaille bei der Junioren-Weltmeisterschaft

## Karrierestatistik

### International
Vertrat Kanada bei:
- Junioren-Weltmeisterschaft 1975

(Legende zur Spielerstatistik: Sp oder GP = absolvierte Spiele; T oder G = erzielte Tore; V oder A = erzielte Assists; Pkt oder Pts = erzielte Scorerpunkte; SM oder PIM = erhaltene Strafminuten; +/− = Plus/Minus-Bilanz; PP = erzielte Überzahltore; SH = erzielte Unterzahltore; GW = erzielte Siegtore; 1 Play-downs/Relegation; Kursiv: Statistik nicht vollständig)